# Tachikawa Ki-36
Chiếc Tachikawa Ki-36 là một kiểu máy bay hiệp đồng tác chiến cùng bộ binh (máy bay trinh sát) của Lục quân Đế quốc Nhật Bản trong Thế Chiến II. Ki-36 là một kiểu máy bay cánh đơn hai chỗ ngồi trang bị một động cơ piston và bộ càng đáp cố định.
Chiếc nguyên mẫu, trang bị động cơ Hitachi Ha-13 công suất 450 mã lực (336 kW), bay chuyến bay đầu tiên vào ngày 20 tháng 4 năm 1938. Có tính năng bay vượt trội hơn chiếc Mitsubishi Ki-35 trong những thử nghiệm so sánh, chiếc Ki-36 được đặt tên chính thức là Máy bay Trinh sát Hiệp đồng Trực tiếp Kiểu 98 và được đưa vào sản xuất từ tháng 11 năm 1938. Việc sản xuất kết thúc vào tháng 1 năm 1944 sau khi có tổng cộng 1.334 chiếc được chế tạo.
Chiếc Ki-36 được đưa ra hoạt động đầu tiên tại Trung Quốc nơi nó rất thành công. Sau đó, tại Mặt trận Thái Bình Dương, nó tỏ ra rất mong manh trước những chiếc máy bay tiêm kích đối địch, nên được tái bố trí đến các chiến trường an toàn hơn tại Trung Quốc. Cho đến cuối cuộc chiến, chiếc Ki-36 được sử dụng như một máy bay tấn công cảm tử Thần phong (kamikaze) với một trái bom 500 kg (1.102 lb) gắn bên trong.

## Các phiên bản
Ki-36Phiên bản máy bay phối hợp bộ binh.
Ki-55Phiên bản huấn luyện.
Ki-72Phiên bản được đề nghị trang bị động cơ Ha-38 600 mã lực (447 kW) và càng đáp xếp được, không được chế tạo.

## Các nước sử dụng
Trung Quốc
- Không quân Giải phóng quân Trung Quốc sử dụng hai chiếc chiếm được làm máy bay huấn luyện cho đến khi nghỉ hưu vào đầu những năm 1950

 Indonesia
- Lực lượng An ninh Nhân dân Indonesia

 Nhật Bản
- Lục quân Đế quốc Nhật Bản

 Thái Lan
- Không quân Hoàng gia Thái Lan

## Đặc điểm kỹ thuật (Ki-36)
Tham khảo: The Concise Guide to Axis Aircraft of World War II - David Mondey

### Đặc tính chung
- Đội bay: 2 người
- Chiều dài: 8,00 m (25 ft 3 in)
- Sải cánh: 11,80 m (38 ft 9 in)
- Chiều cao: 3,64 m (11 ft 11 in)
- Diện tích bề mặt cánh: 20 m² (215,29 ft²)
- Trọng lượng không tải: 1.247 kg (2.749 lb)
- Trọng lượng cất cánh tối đa: 1.660 kg (3.660 lb)
- Động cơ: 1 x động cơ Hitachi Ha-13a 9 xy lanh bố trí hình tròn, công suất 510 mã lực (380 kW)

### Đặc tính bay
- Tốc độ lớn nhất: 348 km/h (216 mph)
- Tốc độ bay đường trường: 235 km/h (146 mph)
- Tầm bay tối đa: 1.235 km (767 mi)
- Trần bay: 8.150 m (26.740 ft)

### Vũ khí
- 1 x súng máy 7,7 mm (0,303 inch) cố định bắn ra phía trước
- 1 x súng máy 7,7 mm (0,303 inch) di động gắn trên khoang sau buồng lái
- 150 kg (331 lb) bom gắn trên đế ngoài

## Nội dung liên quan

### Máy bay liên quan
Tachikawa Ki-55

### Danh sách liên quan
- Danh sách máy bay chiến đấu
- Danh sách máy bay quân sự Nhật Bản
- Danh sách máy bay quân sự giữa hai cuộc chiến tranh thế giới
- Danh sách máy bay trong Chiến tranh Thế giới II